# 大久保武夫
大久保 武夫（おおくぼ たけお、1912年3月28日 - 1986年12月18日）は、日本の経営者。江崎グリコ社長、会長を務めた。徳島県出身。

## 来歴・人物
1936年に大阪商科大学を卒業。1951年12月に江崎グリコに入社。1958年11月に取締役に就任し、常務などを経て、1973年11月に社長に就任した。
1982年6月から会長を務め、1984年3月の江崎グリコ社長誘拐事件では会社対応などの陣頭指揮を執った
1986年12月18日、肺炎のために死去。74歳没。